# Flying High (Captain Hollywood Project)
Flying High is een nummer van de Duitse muzikant Captain Hollywood Project uit 1995. Het is de eerste single van zijn tweede studioalbum Animals or Human.
"Flying High" leverde Captain Hollywood Project in veel Europese landen een grote eurodancehit op. Zo bereikte het de 18e positie in thuisland Duitsland. In de Nederlandse Top 40 was het met een 4e positie succesvoller dan bij de oosterburen, terwijl in de Vlaamse Ultratop 50 de 13e positie werd gehaald.

## Tracklijst
- 'CD maxi 1

1. "Flying High" (radio mix) — 3:45
2. "Flying High" (extended mix) — 6:41
3. "Flying High" (belly mix) — 5:25
4. "Flying High" (spaceship mix) — 6:05

- CD maxi 2

1. "Flying High" (Groove remix) — 6:34
2. "Flying High" (Perplexer remix) — 5:40